# Liste der Kulturdenkmale in Büßleben
Die Liste der Kulturdenkmale in Büßleben enthält die Kulturdenkmale des Ortsteils Büßleben der thüringischen Landeshauptstadt Erfurt, die vom Thüringischen Landesamt für Denkmalpflege und Archäologie als Bau- und Kunstdenkmale auf dem Gebiet der Stadt mit Stand vom 24. April 2025 erfasst wurden.

## Legende
- Bild: zeigt ein Bild des Kulturdenkmals und gegebenenfalls einen Link zu weiteren Fotos des Kulturdenkmals im Medienarchiv Wikimedia Commons
- Bezeichnung: Name, Bezeichnung oder die Art des Kulturdenkmals
- Lage: Wenn vorhanden Straßenname und Hausnummer des Kulturdenkmals; Grundsortierung der Liste erfolgt nach dieser Adresse. Der Link Karte führt zu verschiedenen Kartendarstellungen und nennt die Koordinaten des Kulturdenkmals.
 Kartenansicht, um Koordinaten zu setzen – in dieser Kartenansicht sind Kulturdenkmale ohne Koordinaten mit einem roten bzw. orangen Marker dargestellt und können in der Karte gesetzt werden. Kulturdenkmale ohne Bild sind mit einem blauen bzw. roten Marker gekennzeichnet, Kulturdenkmale mit Bild mit einem grünen bzw. orangen Marker.
- Datierung: gibt das Jahr der Fertigstellung beziehungsweise das Datum der Erstnennung oder den Zeitraum der Errichtung an
- Beschreibung: bauliche und geschichtliche Einzelheiten des Kulturdenkmals, vorzugsweise die Denkmaleigenschaften
- ID: Die ID identifiziert das Kulturdenkmal eindeutig. In Thüringen sind aktuell keine IDs veröffentlicht. In der ID-Spalte kann sich auch folgendes Icon  befinden, dies führt zu Angaben zu diesem Kulturdenkmal bei Wikidata.

## Liste der Kulturdenkmale in Büßleben
| Bild                           | Bezeichnung                                | Lage                            | Datierung | Beschreibung                                                                             | ID |
| ------------------------------ | ------------------------------------------ | ------------------------------- | --------- | ---------------------------------------------------------------------------------------- | -- |
| BW                             |                                            | Am Alten Backhaus 2 (Karte)     |           | einzelnes Kulturdenkmal; Teil des Ensembles Bauliche Gesamtanlage Gehöfte des Dorfkernes |    |
| BW                             | Wohnhaus                                   | Am Alten Backhaus 5 (Karte)     |           | einzelnes Kulturdenkmal; Teil des Ensembles Bauliche Gesamtanlage Gehöfte des Dorfkernes |    |
| weitere Bilder Fotos hochladen | Evangelische Pfarrkirche St. Petri         | Am Peterbach (Karte)            | 1770      | mit Ausstattung; einzelnes Kulturdenkmal                                                 |    |
| BW                             | Kirchhof                                   | Am Peterbach (Karte)            |           | einzelnes Kulturdenkmal                                                                  |    |
| BW                             |                                            | Am Peterbach 1 (Karte)          |           | Teil des Ensembles Bauliche Gesamtanlage Gehöfte des Dorfkernes                          |    |
| BW                             | Gehöft, ehemals Gasthaus zur alten Schenke | Am Peterbach 2 (Karte)          |           | einzelnes Kulturdenkmal; Teil des Ensembles Bauliche Gesamtanlage Gehöfte des Dorfkernes |    |
| BW                             | Pfarrhaus                                  | Am Peterbach 3 (Karte)          |           | einzelnes Kulturdenkmal; Teil des Ensembles Bauliche Gesamtanlage Gehöfte des Dorfkernes |    |
| BW                             | Scheune                                    | Am Peterbach 3 (Karte)          |           | einzelnes Kulturdenkmal; Teil des Ensembles Bauliche Gesamtanlage Gehöfte des Dorfkernes |    |
| BW                             |                                            | Am Peterbach 4 (Karte)          |           | Teil des Ensembles Bauliche Gesamtanlage Gehöfte des Dorfkernes                          |    |
| BW                             |                                            | Am Peterbach 5 (Karte)          |           | Teil des Ensembles Bauliche Gesamtanlage Gehöfte des Dorfkernes                          |    |
| BW                             |                                            | Am Peterbach 7 (Karte)          |           | Teil des Ensembles Bauliche Gesamtanlage Gehöfte des Dorfkernes                          |    |
| BW                             |                                            | Am Peterbach 8 (Karte)          |           | Teil des Ensembles Bauliche Gesamtanlage Gehöfte des Dorfkernes                          |    |
| BW                             | Gehöft                                     | Am Peterbach 10 (Karte)         |           | einzelnes Kulturdenkmal; Teil des Ensembles Bauliche Gesamtanlage Gehöfte des Dorfkernes |    |
| BW                             | Gehöft                                     | Am Peterbach 14 (Karte)         |           | einzelnes Kulturdenkmal                                                                  |    |
| BW                             |                                            | Bachgasse 1 (Karte)             |           | Teil des Ensembles Bauliche Gesamtanlage Gehöfte des Dorfkernes                          |    |
| BW                             |                                            | Bachgasse 1a (Karte)            |           | Teil des Ensembles Bauliche Gesamtanlage Gehöfte des Dorfkernes                          |    |
| BW                             |                                            | Bachgasse 2 (Karte)             |           | Teil des Ensembles Bauliche Gesamtanlage Gehöfte des Dorfkernes                          |    |
| BW                             |                                            | Bleichplatz 1 (Karte)           |           | Teil des Ensembles Bauliche Gesamtanlage Gehöfte des Dorfkernes                          |    |
| BW                             |                                            | Eiche 1 (Karte)                 |           | Teil des Ensembles Bauliche Gesamtanlage Gehöfte des Dorfkernes                          |    |
| BW                             | Gehöft                                     | Eiche 2 (Karte)                 |           | einzelnes Kulturdenkmal; Teil des Ensembles Bauliche Gesamtanlage Gehöfte des Dorfkernes |    |
| BW                             |                                            | Eiche 3 (Karte)                 |           | Teil des Ensembles Bauliche Gesamtanlage Gehöfte des Dorfkernes                          |    |
| BW                             | Gehöft                                     | Eiche 4 (Karte)                 |           | einzelnes Kulturdenkmal; Teil des Ensembles Bauliche Gesamtanlage Gehöfte des Dorfkernes |    |
| BW                             |                                            | Eiche 6 (Karte)                 |           | Teil des Ensembles Bauliche Gesamtanlage Gehöfte des Dorfkernes                          |    |
| BW                             |                                            | Eiche 8 (Karte)                 |           | Teil des Ensembles Bauliche Gesamtanlage Gehöfte des Dorfkernes                          |    |
| BW                             | Tor                                        | Eiche 8 (Karte)                 |           | einzelnes Kulturdenkmal                                                                  |    |
| BW                             |                                            | Linderbacher Straße 2 (Karte)   |           | Teil des Ensembles Bauliche Gesamtanlage Gehöfte des Dorfkernes                          |    |
| BW                             |                                            | Linderbacher Straße 4 (Karte)   |           | Teil des Ensembles Bauliche Gesamtanlage Gehöfte des Dorfkernes                          |    |
| BW                             |                                            | Platz der Jugend 1 (Karte)      |           | Teil des Ensembles Bauliche Gesamtanlage Gehöfte des Dorfkernes                          |    |
| BW                             |                                            | Platz der Jugend 2 (Karte)      |           | Teil des Ensembles Bauliche Gesamtanlage Gehöfte des Dorfkernes                          |    |
| BW                             |                                            | Platz der Jugend 3 (Karte)      |           | Teil des Ensembles Bauliche Gesamtanlage Gehöfte des Dorfkernes                          |    |
| BW                             |                                            | Platz der Jugend 4 (Karte)      |           | Teil des Ensembles Bauliche Gesamtanlage Gehöfte des Dorfkernes                          |    |
| Fotos hochladen                |                                            | Platz der Jugend 5 (Karte)      |           | Teil des Ensembles Bauliche Gesamtanlage Gehöfte des Dorfkernes                          |    |
| Fotos hochladen                |                                            | Platz der Jugend 6 (Karte)      |           | Teil des Ensembles Bauliche Gesamtanlage Gehöfte des Dorfkernes                          |    |
| BW                             | Wohnhaus                                   | Platz der Jugend 7 (Karte)      |           | einzelnes Kulturdenkmal; Teil des Ensembles Bauliche Gesamtanlage Gehöfte des Dorfkernes |    |
| BW                             |                                            | Straße der Einheit 1 (Karte)    |           | Teil des Ensembles Bauliche Gesamtanlage Gehöfte des Dorfkernes                          |    |
| BW                             |                                            | Straße der Einheit 2 (Karte)    |           | Teil des Ensembles Bauliche Gesamtanlage Gehöfte des Dorfkernes                          |    |
| BW                             |                                            | Straße der Einheit 3 (Karte)    |           | Teil des Ensembles Bauliche Gesamtanlage Gehöfte des Dorfkernes                          |    |
| BW                             |                                            | Straße der Einheit 4 (Karte)    |           | Teil des Ensembles Bauliche Gesamtanlage Gehöfte des Dorfkernes                          |    |
| BW                             |                                            | Straße der Einheit 5 (Karte)    |           | Teil des Ensembles Bauliche Gesamtanlage Gehöfte des Dorfkernes                          |    |
| BW                             | Skulptur                                   | Straße der Einheit 5 (Karte)    |           | einzelnes Kulturdenkmal; Teil des Ensembles Bauliche Gesamtanlage Gehöfte des Dorfkernes |    |
| BW                             | Tor                                        | Straße der Einheit 15 a (Karte) |           | einzelnes Kulturdenkmal                                                                  |    |
| BW                             | Portal                                     | Straße der Einheit 16 (Karte)   |           | einzelnes Kulturdenkmal                                                                  |    |

## Ehemalige Kulturdenkmale in Büßleben
| Bild | Bezeichnung | Lage                          | Datierung | Beschreibung                                                                             | ID |
| ---- | ----------- | ----------------------------- | --------- | ---------------------------------------------------------------------------------------- | -- |
| BW   | Gehöft      | Linderbacher Straße 8 (Karte) |           | einzelnes Kulturdenkmal; Teil des Ensembles Bauliche Gesamtanlage Gehöfte des Dorfkernes |    |